# Gyalogság

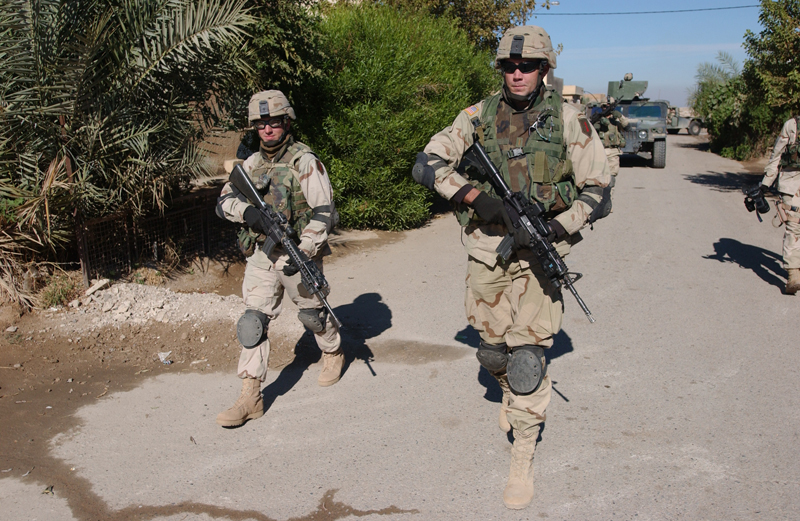
Amerikai gyalogság Irakban

A gyalogság a haderő azon fegyverneme, amely gyalogosan harcol. Azon csapatok, akik nem végeznek harctevékenységet, de gyalogosan járnak, nem számítanak gyalogságnak. A gyalogság a legegyszerűbben kiképezhető, fenntartható, bevethető és bármilyen terepen alkalmazható haderőnem. A gyalogsági egységek képesek nagyobb területek birtokba vételére és megtartására.
A történelem során a gyalogság szerepe és súlya folyamatosan változott, az ókori rabszolgatartó népek hadseregeinek gerincét képezte, míg az Ázsia lovas nomád népeknél szinte ismeretlen volt. A középkor során a lovasság szerepe megnőtt, mely egy ideig háttérbe szorította a gyalogságot az európai csatatereken. A tűzfegyverek megjelenésével a gyalogság szerepe ismét megnőtt, a feudalizmus felbomlásának időszakában létrejött a korszerű gyalogság. Az ipar rohamléptű fejlődése és a tűzfegyverek elterjedése egyre több gyalogos katona felállítását követelte a hadseregektől, a polgári forradalmak időszakában már ez volt a fő fegyvernem. A korszerű összfegyvernemi harcban is a gyalogságé a vezető szerep.

## Története
A gyalogos hadviselés az emberiség történetével egyidős, az ősember kezébe került első kezdetleges fegyverek a vadászat eszközei voltak, de gyorsan a területért és vezető szerepért való harc eszközei lettek. Az első nagy civilizációk uralkódói gyalogos harcosok katonai erejének köszönhetően tarthatták fenn hatalmukat. Az ókori hadseregek gerincét is a gyalogság adata Egyiptomi és a Római Birodalomban egyaránt

## Fegyverzet
A gyalogság fegyverarzenáljában az idők folyamán szinte minden kézifegyver beletartozott. Az ókorban a kard, nyíl, tőr, lándzsa stb. voltak jellemzőek. A középkorban megjelentek a lőfegyverek (bár költségességük miatt Európa szerte eléggé nehezen terjedtek el). Az új korban a gyalogságnak a legfőbb fegyvere a puska, karabély, illetve más lőfegyverek voltak, míg a közelharc fegyverei egyre inkább háttérbe szorultak.

## Kapcsolódó oldalak
- Hadsereg
- Idegenlégió
- Csatarend
- Stratégia